# District (île de Man)
Pour les articles homonymes, voir District.

Carte des districts de l'île de Man.

Les districts de l'île de Man sont d'anciennes subdivisions territoriales de troisième ordre de l'île de Man.
Ils regroupent plusieurs localités rurales (bourgs) au sein de la même paroisse et constituent chacun une même circonscription électorale. À la différence des autres paroisses administratives, les districts regroupent des bourgs organisés en un seul village pour gérer l'ensemble des zones non urbanisées des anciennes paroisses traditionnelles. Cela ne concerne que deux anciennes paroisses. Pour les autres, elles sont encore désignées comme paroisses sur le plan administratif, même si leur surface a été réduite par rapport au découpage traditionnel des paroisses insulaires.
Les 24 circonscriptions électorales sont regroupées administrativement en 17 paroisses (dites « insulaires » pour les distinguer des paroisses administratives dont le découpage ne correspond plus à celui des paroisses insulaires), elles-mêmes regroupées en six sheadings.